# Nickelodeon Kids' Choice Awards
I Nickelodeon Kids' Choice Awards, comunemente conosciuti anche come Kids' Choice Awards o KCA, sono una manifestazione organizzata dalla rete televisiva statunitense Nickelodeon, volti a premiare le migliori personalità dell'anno nella televisione, nel cinema, nella musica (e in alcune edizioni anche nella letteratura e nei social media), scelte dai telespettatori di Nickelodeon.

## Caratteristiche
Il voto viene espresso dal pubblico statunitense di Nickelodeon dal sito e app ufficiali; dal resto del mondo, invece, dalla pagina Twitter con un messaggio di testo apponendo l'hashtag dedicato. Per quanto riguarda i programmi televisivi e le celebrità, chiunque può essere nominabile: parte di essi non sono affiliati a Nickelodeon, ma provengono anche da altri circuiti televisivi, tra cui Disney Channel, Warner Bros., CBS, ABC, Fox e Netflix. Il target di riferimento è un pubblico infantile e pre-adolescente.
In un momento precedente alla diretta effettiva della premiazione, i presentatori e le celebrità ospitate, mentre si recano al luogo della presentazione, sfilano sul cosiddetto "Orange Carpet" (tappeto arancione), in analogia col più famoso red carpet (tappeto rosso) tipico delle premiazioni ma qui di colore arancio come il logo della Nickelodeon.
I vincitori vengono omaggiati con il KCA Blimp (fino al 1989 con il KCA Trophy): un dirigibile di colore arancione, che ha anche la funzione di caleidoscopio, con sopra stampato il logo del canale.
Oltre alle premiazioni, lo show è incentrato sulle performance live degli artisti in gara e in particolare su un'iniziativa bizzarra che ogni anno coinvolge qualcuno degli ospiti che prende parte alla trasmissione: essere ricoperti di slime verde dalla testa ai piedi.

## Storia
Alan Goodman, Albie Hecht e Fred Seibert hanno ideato i Kids' Choice Awards nel 1988, sulla base di uno show di premiazione già esistente prodotto da Nickelodeon nel 1986 chiamato "The Big Ballot" e fornendo alla rete uno spettacolo più grande e emozionante.
Hecht scelse il logo del premio tra una serie di network design creati da Tom Corey e Scott Nash e curati da Goodman e Seibert. La forma attuale del premio è stata stabilita a partire dal 1990; nel 2010, per adattarsi al nuovo logo della rete, è stato modificato il carattere del logo in rilievo al lato del premio.

Fino alla diffusione di Internet, la votazione avveniva telefonicamente o per posta, dagli ultimi anni si può effettuare esclusivamente online dal sito web di Nickelodeon e dal 2007 anche tramite messaggi di testo. Nel 2010, è disponibile anche un'applicazione per iPhone.

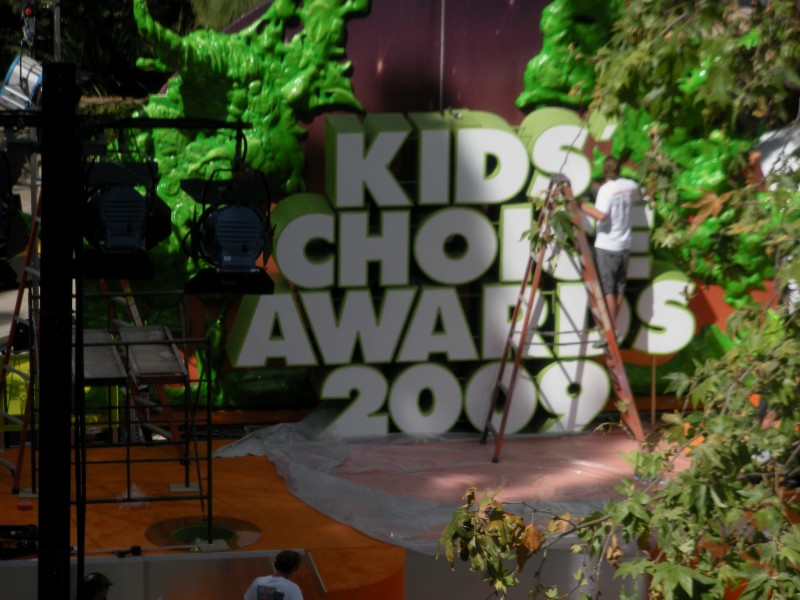
L'Orange Carpet allestito per i Kids' Choice Awards al Pauley Pavilion, campus della UCLA

A differenza delle cerimonie di altri premi, nei Kids' Choice Awards si usano altri elementi per annunciare un vincitore piuttosto che la tradizionale busta: palloncini, t-shirt, modellini, lettere giganti o adesivi.
Il format è stato esportato in diversi paesi, tra cui Emirati Arabi Uniti, Medio Oriente, Abu Dhabi, Messico, Brasile, Argentina, Australia, Colombia, Indonesia e Italia, dove sono state realizzate 3 edizioni, di cui l'ultima si è tenuta nel 2008. Nelle recenti edizioni della versione originale, poi, sono state aggiunte delle categorie regionali extra-USA: nella 25ª edizione, ad esempio, è stata introdotta la categoria Miglior cantante italiano.
Le edizioni del 2020 e del 2021 si sono svolte con il pubblico virtuale, come precauzione in seguito alla pandemia di Covid-19.

## Edizioni
I Kids' Choice Awards si tengono solitamente a Los Angeles in California: nelle varie località scelte si sono succedute l'Hollywood Bowl, il Grand Olympic Auditorium, l'Universal Studios, il Pauley Pavilion del campus UCLA e il Galen Center della USC.
In alcune edizioni, tuttavia, le premiazioni non si sono svolte a Los Angeles come di consueto, bensì a Santa Monica (al Barker Hangar) e a Inglewood (al The Forum).
Le varie edizioni si sono tenute nella stagione primaverile tra il mese di Marzo e di Maggio; l'unica eccezione è stata l'edizione del 1992 (Novembre). Poiché l'edizione del 1992 si è svolta in tardo autunno, la successiva edizione è stata posticipata alla primavera del 1994.

### Conduttori e sede
- 1988: Tony Danza, Debbie Gibson, Brian Robbins e Dan Schneider - Universal Studios Hollywood
- 1989: Nicole Eggert e Wil Wheaton - Universal Studios Hollywood
- 1990: Dave Coulier - Universal Studios Hollywood
- 1991: Corin Nemec - Pauley Pavilion
- 1992: Paula Abdul - Universal Studios Hollywood
- 1994: Candace Cameron e Joey Lawrence - Pantages Theatre e Universal Studios Florida
- 1995: Whitney Houston - Barker Hangar
- 1996: Whitney Houston e Rosie O'Donnell - Universal Studios Hollywood
- 1997: Rosie O'Donnell e Terry Bradshaw - Grand Olympic Auditorium
- 1998: Rosie O'Donnell - Pauley Pavilion
- 1999: Rosie O'Donnell - Pauley Pavilion
- 2000: Rosie O'Donnell, David Arquette, LL Cool J, Mandy Moore e Frankie Muniz - Hollywood Bowl
- 2001: Rosie O'Donnell - Barker Hangar
- 2002: Rosie O'Donnell - Barker Hangar
- 2003: Rosie O'Donnell - Barker Hangar
- 2004: Cameron Diaz e Mike Myers - Pauley Pavilion
- 2005: Ben Stiller - Pauley Pavilion
- 2006: Jack Black - Pauley Pavilion
- 2007: Justin Timberlake - Pauley Pavilion
- 2008: Jack Black - Pauley Pavilion
- 2009: Dwayne Johnson - Pauley Pavilion
- 2010: Kevin James - Pauley Pavilion
- 2011: Jack Black - Galen Center
- 2012: Will Smith - Galen Center
- 2013: Josh Duhamel - Galen Center
- 2014: Mark Wahlberg - Galen Center
- 2015: Nick Jonas - The Forum
- 2016: Blake Shelton - The Forum
- 2017: John Cena - Galen Center
- 2018: John Cena - The Forum
- 2019: DJ Khaled - Galen Center
- 2020: Victoria Justice - Spettacolo virtuale; a causa della pandemia di Covid-19 non si è tenuta alcuna esibizione dal vivo, bensì si è avuto uno spettacolo preregistrato con spezzoni di video con gli artisti ospitati.
- 2021: Kenan Thompson - Barker Hangar. La premiazione si è svolta agli studi di Barker Hangar con conduttori e artisti presenti; tuttavia il pubblico ed eventuali ospiti (come Kamala Harris) erano collegati virtualmente.
- 2022: Miranda Cosgrove e Rob Gronkowski - Barker Hangar
- 2023: Nate Burleson e Charli D'Amelio - Microsoft Theater
- 2024: Spongebob e Patrick Stella (virtuali) -  Pauley Pavilion
- 2025: Tyla -  Barker Hangar

## Categorie

### Categorie principali
- Kids' Choice Award al film preferito (Favorite Movie), dal 1988;
- Kids' Choice Award all'attore cinematografico preferito (Favorite Movie Actor), dal 1988;
- Kids' Choice Award all'attrice cinematografica preferita (Favorite Movie Actress), dal 1988;
- Kids' Choice Award alla serie TV preferita (Favorite TV Show), dal 1988 al 2014 e dal 2016 al 2018;
- Kids' Choice Award all'attore televisivo preferito (Favorite TV Actor), dal 1988 al 2015 e dal 2017;
- Kids' Choice Award all'attrice televisiva preferita (Favorite TV Actress), dal 1988 al 2015 e dal 2017;
- Kids' Choice Award alla serie d'animazione preferita (Favorite Cartoon), dal 1995;
- Kids' Choice Award al film d'animazione preferito (Favorite Animated Movie), dal 2004;
- Kids' Choice Award alla canzone preferita (Favorite Song), dal 1988;
- Kids' Choice Award al cantante maschile preferito (Favorite Male Singer), dal 2000;
- Kids' Choice Award alla cantante femminile preferita  (Favorite Female Singer), dal 2000;
- Kids' Choice Award al gruppo musicale preferito (Favorite Music Group), dal 1994;
- Kids' Choice Award al videogioco preferito (Favorite Video Game), dal 1995 al 2014 e dal 2016;
- Kids' Choice Award al libro preferito (Favorite Book), dal 1995 al 1996 e dal 1998 al 2016;
- Kids' Choice Award alla celebrità sportiva maschile preferita (Favorite Male Sports Star), dal 2020;
- Kids' Choice Award alla celebrità sportiva femminile preferita (Favorite Female Sports Star), dal 2020;
- Kids' Choice Award all'atleta maschile preferito (Favorite Male Athlete), dal 1988 al 2004, dal 2008 al 2013;
- Kids' Choice Award all'atleta femminile preferita (Favorite Female Athlete), dal 1988 al 2004, dal 2008 al 2013;
- Kids' Choice Award all'atleta preferito (Favorite Athlete), dal 2005 al 2007.

### Altre categorie
Queste sono le altre categorie meno rappresentative del contest e talvolta presenti in una sola edizione.

#### Programmi TV
- Favorite Reality Show
- Favorite Kids TV Show
- Favorite Family TV Show
- Favorite Talent Competition Show
- Favorite Cooking Show

#### Attori
- Favorite Male Action Star
- Favorite Female Action Star
- Favorite TV Sidekick
- Favorite Funny Star
- Favorite Buttkicker
- Favorite Male Buttkicker
- Favorite Female Buttkicker
- BFFs (Best Friends Forever)
- Cutest Couple
- Favorite Frenemies
- Favorite Superhero
- Favorite Villain
- Favorite Collaboration
- Favorite TV Host
- Favorite TV Judges
- Favorite Male Voice from an Animated Movie
- Favorite Female Voice from an Animated Movie

#### Animali
- Favorite Animal Star
- Most Wanted Pet
- Favorite Instagram Pet
- Favorite Animated Animal Sidekick

#### Musica
- Favorite Global Music Star
- Favorite Social Music Star
- Favorite Musical YouTube Creator
- Favorite Music Video
- Favorite DJ/EDM Artist
- Favorite Soundtrack
- Favorite Viral Music Artist
- Favorite Dance Trend
- Favorite Breakout Artist
- Favorite Male Breakout Artist
- Favorite Female Breakout Artist
- Favorite Ticket of the Year
- Favorite Viral Song
- Favorite Song from a Movie

#### Altro
- Favorite App
- Most Addicting Game
- Squad (spesso stilizzato come #Squad)
- Favorite Gamer
- Favorite Funny YouTube Creator
- Favorite Social Star
- Most Enthusiastic Athlete
- Favorite Sport Team
- Favorite Male Creator
- Favorite Female Creator
- Favorite Creator Family
- Favorite Podcast
- Favorite Kids' Creator

## Premi speciali
The Hall of Fame Award
Presente nelle edizioni 1991–2000 e premiava gli attori che si erano ancor più distinti per fama e popolarità. Il pubblico poteva votare qualsiasi attore, anche estraneo al circuito Nickelodeon. Il premio consisteva in un piccolo dirigibile dorato.
- 1991: Paula Abdul
- 1992: Arnold Schwarzenegger
- 1994: Michael Jordan
- 1995: Boyz II Men
- 1996: Tim Allen
- 1997: Will Smith
- 1998: Tia & Tamera Mowry
- 1999: Jonathan Taylor Thomas
- 2000: Rosie O'Donnell

Wannabe Award
Premio presente dal 2001 al 2008 e premiava la celebrità che aveva esercitato una pregevole influenza sul pubblico (o anche una celebrità che i bambini avrebbero voluto essere). Il premio consisteva in un piccolo dirigibile argento.
- 2001: Tom Cruise
- 2002: Janet Jackson
- 2003: Will Smith
- 2004: Adam Sandler
- 2005: Queen Latifah
- 2006: Chris Rock
- 2007: Ben Stiller
- 2008: Cameron Diaz

The Big Help Award
Premia la celebrità che si era distinta in materia di rispetto e sostenibilità ambientale.
- 2009: Leonardo DiCaprio
- 2010: Michelle Obama
- 2011: Justin Timberlake
- 2012: Taylor Swift

Generation Change Award
Premia il personaggio del mondo dello spettacolo che ha portato cambiamenti positivi alle nuove generazioni.
- 2019: Megan Rapinoe
- 2020: LeBron James
- 2021: Kamala Harris

Legend Award
Il premio fu originariamente introdotto ai Kids' Choice Sports, ma da allora è passato alla cerimonia principale.
- 2014: David Beckham
- 2015: Derek Jeter
- 2016: Kobe Bryant
- 2017: Michael Phelps
- 2018: Danica Patrick
- 2019: Dwyane Wade
- 2024: Serena Williams

King of Comedy
- 2024: Adam Sandler
- 2025: Jack Black

ICON
- 2025: Rihanna

## Statistiche e record
Di seguito sono riportate le varie statistiche e i record che riguardano i KCA Blimp.
Le statistiche sono aggiornate al 21 giugno 2025, quando si tenne la 37ª cerimonia di premiazione.

### Maggior numero di premi
Di seguito sono riportate le persone o le serie televisive con almeno 4 premi.
- 22 - SpongeBob
- 13 - Selena Gomez
- 12 - Adam Sandler
- 12 - Ariana Grande

- 10 - Will Smith
- 6 - Miley Cyrus
- 6 - Amanda Bynes
- 6 - Austin & Ally

- 5 - Taylor Swift
- 5 - iCarly
- 5 - Jace Norman
- 5 - Harry Styles
- 5 - Millie Bobby Brown
- 5 - Zendaya

- 4 - Olivia Rodrigo
- 4 - Quell'uragano di papà
- 4 - Ross Lynch
- 4 - whoopi Goldberg
- 4 - Tia e Tamera Mowry
- 4 - Beyoncé

## Kids' Choice Sports
In parallelo ai Kids' Choice Awards, tra il 2014 e il 2019 erano andati in onda nel mese di luglio i Kids' Choice Sports, in cui venivano premiati gli atleti preferiti dal pubblico di Nickelodeon.
Le celebrità nominate e premiate venivano scelte perlopiù nel panorama sportivo statunitense; non erano mancate però candidature di sportivi provenienti da competizioni estere, come successo per esempio nelle candidature di Lionel Messi (allora calciatore della Liga spagnola) e dei tennisti Federer, Nadal e Djokovic.
Le modalità di premiazione erano identiche a quelle dei Kids' Choice Awards, sulla cui falsariga erano anche previsti, durante la cerimonia, alcuni momenti con lo slime verde e brevi esibizioni di celebri cantanti. 
È stata presediuta una giuria per confermare la correttezza delle votazioni e delle categorie, nonché di fornire delle opinioni dettate dall'esperienza sportiva dei componenti. La giuria è stata composta da volti dello sport statunitense (Baron Davis, Ken Griffey Jr., Lisa Leslie, Cal Ripken Jr., Deion Sanders, Misty May-Treanor, Michael Phelps, Tony Hawk) e dirigenti sportivi (Andy Elkin, Tracy Perlman, Jeff Schwartz, Jill Smoller, Leah Wilcox, Alan Zucker e Zane Stoddard).
Il premio aveva un design simile a quello dei Choice Awards, con l'aggiunta di una finta cresta che insiste sul dirigibile (blimp). Il colore della cresta variava al susseguirsi delle edizioni: viola (2014, 2017), arancio (2015), verde (2016, 2019) e magenta (2018). Il premio Leggenda (in originale, Legend Award) premiava lo sportivo più incisivo dell'anno ed era contraddistinto da un trofeo color dorato (anziché arancione).

### Conduttori e sede
- 2014: Michael Strahan - Pauley Pavilion
- 2015: Russell Wilson - Pauley Pavilion
- 2016: Russell Wilson - Pauley Pavilion
- 2017: Russell Wilson - Pauley Pavilion
- 2018: Chris Paul - Barker Hangar
- 2019: Michael Strahan - Barker Hangar